# Les fous crient au secours
Les fous crient au secours (sous-titré Témoignage d'un ex-patient de Saint-Jean-de-Dieu) est un livre paru le 15 août 1961 aux éditions du Jour. Il est constitué du témoignage de Jean-Charles Pagé qui est admis contre son gré à l'asile psychiatrique et y décrit sa quête pour être libéré.

## Description
En avril 1960, Pagé est interné pour alcoolisme à l'hôpital psychiatrique montréalais Saint-Jean-de-Dieu, rebaptisé Hôpital Louis-H. Lafontaine en 1973, puis Institut universitaire en santé mentale de Montréal en 2013. Son témoignage porte sur les traitements et les conditions de vie dans l'asile de l'époque, qu'il compare à la prison. Il y décrit les piètres conditions de vie, l'usage des électrochocs, de la camisole de force, de l'isolement et les débuts de l'usage de la pharmacopée.
Pagé dénonce également l'administration des lieux faite par les Sœurs de la Providence, administratrices de l'asile et la difficulté d'obtenir un réel suivi thérapeutique. Son séjour durera un an.
La postface, intitulée La maladie mentale : un défi à notre conscience collective, est écrite par le docteur Camille Laurin, psychiatre et par la suite homme politique, qui apporte une caution importante au témoignage de Pagé et propose son programme, dit "moderniste". Le livre provoque un tollé à sa sortie et une vaste campagne médiatique est lancée afin de moderniser les soins psychiatriques au Québec.
Moins d'un mois après sa parution, le gouvernement provincial de Jean Lesage met sur pied la Commission d'étude des hôpitaux psychiatriques, où siègent les psychiatres Dominique Bédard, Denis Lazure et Charles Roberts. En mars, la Commission remet son rapport qui dresse un constat accablant sur la situation instaurée depuis l'affermage en 1801, soit la sous-traitance par l'État des soins psychiatriques aux communautés religieuses. Le rapport, connu sous le nom de rapport Bédard, propose la décléricalisation des soins de santé psychiatriques et la désinstitutionnalisation. Le témoignage de Pagé, le réquisitoire de Laurin et le rapport Bédard sont aujourd'hui considérés comme des jalons majeurs de l'évolution des soins psychiatriques au Québec.
Les fous crient au secours  a fait l'objet d'une réédition aux éditions Écosociété en 2018. Outre le témoignage et la postface d'origine, la réédition présente une mise en contexte historique, une réflexion sur la psychiatrie, des articles d'époque et des extraits du rapport Bédard, de même qu'une contribution d'Action-Autonomie, le collectif pour la défense des droits en santé mentale], qui dresse le portrait actuel des droits des personnes psychiatrisées, près de 60 ans après la dénonciation de Jean-Charles Pagé.